# Paweł Wygralak
Paweł Wygralak (ur. w 1959 w Poznaniu) – polski duchowny katolicki, rektor Arcybiskupiego Seminarium Duchownego w Poznaniu w latach 2002–2016, dziekan Wydziału Teologicznego Uniwersytetu im. Adama Mickiewicza w Poznaniu w latach 2016-2024.  

## Życiorys
24 maja 1984 otrzymał święcenia kapłańskie z rąk arcybiskupa Jerzego Stroby. W latach 1986–1989 odbył studia doktoranckie na Uniwersytecie Nawarry. W 1989 obronił pracę doktorską z patrologii. W 1989 został adiunktem w Zakładzie Teologii Patrystycznej na Wydziale Teologicznym UAM w Poznaniu. Od 2011 jest doktorem habilitowanym (rozprawa habilitacyjna: Stanowisko Kościoła wobec idolatrii i magii na terenach Galii i Hiszpanii w późnej starożytności chrześcijańskiej (VI–VII w.).
W 2002 został mianowany rektorem Arcybiskupiego Seminarium Duchownego w Poznaniu. W 2012 został prodziekanem ds. studenckich na Wydziale Teologicznym UAM i kierownikiem Stacjonarnych Studiów Doktoranckich. W 2016 wybrano go dziekanem Wydziału Teologicznego Uniwersytetu im. Adama Mickiewicza w Poznaniu.